# Interhüttenalm
Die Interhüttenalm, auf alten Karten auch In der Hütten Alm, ist eine Alm in der Gemeinde Stainach-Pürgg im österreichischen Bundesland Steiermark.

## Lage
Die Interhüttenalm ist nur über Wanderwege zu Fuß erreichbar.
Sie liegt am Salzsteigweg (Österreichischer Weitwanderweg 09), am Südfuß des Almkogels, im Südteil des Toten Gebirges und in einer Seehöhe von 1700 m ü. A.

## Wirtschaft
Die Interhüttenalm ist im Besitz einer Almgenossenschaft. In den Sommermonaten werden von der Tauplitzalm Rinder aufgetrieben und behirtet. Auf der Alm befinden sich fünf Hütten, wobei eine als Bewirtungsbetrieb geführt wird.

## Wanderwege
- Weg 218/209: Von der Tauplitzalm nach Osten über die Leistalm.
- Weg 216: Von Hinterstoder über das Salzsteigjoch
- Unmarkierter Weg von der Gnanitzalm durch die Schlucht des Grimmingbachs zum Weg 209